# 1240'erne
Århundreder: 12. århundrede – 13. århundrede – 14. århundrede
Årtier: 1190'erne 1200'erne 1210'erne 1220'erne 1230'erne – 1240'erne – 1250'erne 1260'erne 1270'erne 1280'erne 1290'erne
År: 1240 1241 1242 1243 1244 1245 1246 1247 1248 1249